# 气球男孩恶作剧
气球男孩恶作剧发生于2009年10月15日。里查德·希尼与雅弓·希尼（英語：Richard and Mayumi Heene）当日在美国科罗拉多州科林斯堡放出一银色飞碟形自制氦气球。希尼夫妇随后报警称其子福尔肯（英語：Falcon Heene）被困气球中。当局确认气球90分钟飞行过程中最高达到7,000英尺（2,100）。本事件引起全世界关注，媒体将福尔肯昵称为气球男孩。
国民警卫队与当地警察跟踪了气球。气球飞了一个多小时，行程约50英里（80），；气球于丹佛国际机场东北12英里（19）着陆。鉴于福尔肯不在气球内且收到气球上有物件坠落的目击报告，当局展开了一场搜索。当天晚些时候当局在希尼家车库上的阁楼中找到了福尔肯；福尔肯似乎全程藏在阁楼里。
舆论开始怀疑此事是场恶作剧；当晚希尼一家在拉里金现场节目接受沃尔夫·布利策采访后怀疑加深。节目中问福尔肯为何要藏起来时，福尔肯对其父说：“你们说过这么干是为了抢眼球”（英語："You guys said that, um, we did this for the show"），揭露此事是希尼一家准备的宣传噱头。2009年10月18日拉里默尔县治安官吉姆·阿尔德登（英語：Jim Alderden）宣布此事是骗局，希尼夫妇可能会面临多项重罪指控。2009年11月13日里查德·希尼对企图影响公务员指控认罪。里查德被判处90天监禁、赔偿36000美元；雅弓被判处20天定期劳教。
此事后希尼一家坚称自己无辜，声称他们被迫认罪以避免雅弓被遣送出境。2020年12月23日州长賈雷德·波利斯特赦希尼夫妇。